# Lucio Mamilio
Dictador de Túsculo en tiempos del ataque de Apio Herdonio a Roma.
La misma noche del ataque recibió noticias del mismo. Reunió al Senado de la ciudad, hizo hablar a los portadores de la novedad y los instó a marchar en auxilio de Roma sin esperar a que enviaran una embajada solicitando ayuda. Lo hizo en nombre del "peligro mismo", de las "deidades confederadas", del "respecto a los pactos"... y de la oportunidad política. Según Tito Livio siguió su discurso diciendo que "nunca nos darán los dioses coyuntura como esta para merecer con una buena acción la gratitud de una ciudad tan poderosa y vecina".
Así, se reclutó a los jóvenes de la ciudad y marcharon hacia Roma, donde una vez superado el temor al verlos (pensaron que se trataba de los ecuos y volscos que aprovechaban la ocasión) fueron conducidos al Foro donde se sumaron a las tropas del cónsul Publio Valerio Publícola. La legión tusculana conducida por Lucio Mamilio secundó el ataque para recuperar el Capitolio. En la acción, por otra parte exitosa, murió el general romano pero Mamilio sobrevivió. Roma le agradeció la ayuda y le concedió la ciudadanía.
Lucio Mamilio era descendiente de Octavio Mamilio, dictador también de Túsculo quien cuando el último rey etrusco de Roma Tarquinio el Soberbio fue expulsado se adhirió a su causa (Tarquinio le dio a su hija en matrimonio) y tuvo un papel fundamental en la formación de la Liga Latina, que reunió a las treinta principales ciudades del Lacio contra Roma. Mamilio comandó el ejército latino en la batalla del Lago Regilo (496 AC), pero fue derrotado y murió en el combate, lo que definió la hegemonía de Roma entre las ciudades latinas. Asimismo ante el resultado, Tusculo se convirtió en decidida aliada de Roma, por lo que fue objeto de la hostilidad de las restantes ciudades latinas.